# IPKO
IPKO је телекомуникациони оператор са седиштем у Приштини. Представља другог највећег мобилног оператора на Косову и Метохији. Услуге које пружа су: мобилна телефонија, фиксна телефонија, интернет и кабловска телевизија. Главни власник предузећа је Телеком Словеније.